# شاين إمبيري
شاين إمبيري (بالإنجليزية: Shane Embury)‏ هو ملحن وعازف قيثارة وطبال وموسيقي بريطاني، ولد في 27 نوفمبر 1967 في المملكة المتحدة.

## وصلات خارجية
- شاين إمبيري على موقع ميوزك برينز (الإنجليزية)
- شاين إمبيري على موقع أول ميوزيك (الإنجليزية)
- شاين إمبيري على موقع ديسكوغز (الإنجليزية)